# Бондаренко Андрій Володимирович (драматург)
Бондаренко Андрій Володимирович (нар. 13 лютого 1978, Львів) — український драматург, доктор філософії, культуролог, журналіст.

## Життєпис
Завідує літературно-драматургічним відділом Львівського театру ляльок.

## Творчість
П’єси пише із 2012 року — переважно це тексти на перетині соціально-психологічної драми гіперреалізму та трилеру. Довгий час працював журналістом, зокрема оглядачем у культурній сфері. Зі своїми творами регулярно бере участь у фестивалях «Тиждень актуальної п'єси» та «Драма.UA».
Різні п’єси неодноразово звучали у форматі сценічних читок у багатьох містах України. Текст «Інтерв’ю з другом» був поставлений театром «Запорізька нова драма» 2016-го року, а також на сцені Галереї сценографії Львівського театру ім. Лесі Українки в рамках проекту «Застільний період». У лютому 2020-го в Театрі Лесі Українки у Львові режисерка Роза Саркісян поставила виставу «Макбет» — спільна драматургічна робота Андрія Бондаренка із Лєною Лягушонковою за мотивами однойменної п'єси Вільяма Шекспіра.
Серед інших робіт — постановка «Львівського танго» на сцені Театру ім. Марії Заньковецької у Львові, «Ультіма туле» у київському Театрі «Колесо», «Синдром уцілілого» в луцбкому Театрі «ГарМиДер», вистава за мотивами оповідей вимушених переселенців з окупованих міст України «Шмата, або Одного вечора у бомбосховищі» у Львівському театр ляльок.
Серед останніх постановок його текстів – «Що чути в темряві» у Neue Buhne Theatre у Зенфтенберзі, Німеччина (2023), «Лисиця темна як світла ніч» у Barons Court Theatre у Лондоні, Велика Британія (2022).  
Також у 2023 році у Санта-Моніці (Лос-Анджелес) відбулась прем’єра п’єси Андрія Бондаренка «Примарна Земля». 
Його тексти опубліковані в кількох антологіях: «Словник емоцій у час війни: 20 коротких текстів українських драматургів» (Лаертес, США, 2022); «Українська антологія» бельгійського журналу L'Arbre-à-Palabres, 2022; «Антологія 24», (Україна, 2022). Андрій Бондаренко — співзасновник Театру драматургів у Києві та засновник Театру «Муха і камінь» у Львові.

## Театральні постановки п'єс
- 2022, 1 липня «Шмата. Одного вечора у бомбосховищі» на основі акторських імпровізацій; реж. Яна Титаренко, Львівський обласний театр ляльок.
- «Що чути в темряві» у Neue Buhne Theatre у Зенфтенберзі, Німеччина (2023).
- «Лисиця темна як світла ніч» у Barons Court Theatre у Лондоні, Велика Британія (2022).
- «Львівське танго» у Театрі імені Марії Заньковецької у Львові, Україна (2022).
- У 2023 році у Санта-Моніці (Лос-Анджелес) відбулась прем’єра п’єси Андрія Бондаренка «Примарна Земля».